# 루마니아 U-17 축구 국가대표팀
루마니아 U-17 축구 국가대표팀(루마니아어: Echipa națională de fotbal a României Sub-17)은 루마니아를 대표하는 17세 이하의 축구 국가대표팀으로, 루마니아의 축구 관리 기관인 루마니아 축구 연맹의 관리를 받는다. 1986년부터 UEFA U-17 축구 선수권 대회에 총 9회 참가했다.

## 역대 감독
| 감독              | 임기        |
| ----------------- | ----------- |
| 콘스탄틴 글커     | 2013 ~ 2014 |
| 아우렐 치클레아누 | 2018 ~ 2019 |